# アンドレイ・コロターエフ
アンドレイ・コロターエフ（Андрей Витальевич Коротаев, 1961年2月17日 -)は、ロシアの人類学者、統計学者、経済史家。モスクワ大学教授。

## 学歴と職務経歴
ソ連のモスクワ生まれ。モスクワ大学で学び、修士号を取得。それからイギリスに留学、マンチェスター大学で博士号を取得した。カール・ポパー、アンドレ・グンダー・フランク、ハインツ・フォン・フェルスター、ジョージ・マードック、アーネスト・ゲルナー、イブン・ハルドゥーン、マックス・ヴェーバーの感化のもとに研究を進める。
ロシア科学アカデミー、ロシア国立研究大学経済高等学院、ロシア国立人文大学、米国のプリンストン高等研究所の研究員。現在はモスクワ大学の教員。
専門は世界システム論における数理モデル、経済史、異文化交流史、ビックヒストリー。
ロシアの学術誌『社会進化史』の編集者。

## 著作
- Ancient Yemen (Oxford University Press, 1995)
- Pre-Islamic Yemen (1996)
- World Religions and Social Evolution of the Old World Oikumene Civilizations: A Cross-cultural Perspective (2004)
- Introduction to Social Macrodynamics. Compact Macromodels of the World System Growth (2006)
- Introduction to Social Macrodynamics. Secular Cycles and Millennial Trends (2006)
- Great Divergence and Great Convergence. A Global Perspective (2015)
- Economic Cycles, Crises, and the Global Periphery (2016)
- Islamism, Arab Spring, and the Future of Democracy. World System and World Values Perspectives (2019)

## 邦訳論文
- 「社会のマイクロダイナミクス：世界システムの成長とコンパクト・マクロモデル」